# João Chichorro
João Chichorro (Portalegre, 5 de Novembro de 1947 - São Domingos de Carmões, Torres Vedras, 30 de Dezembro de 2014), foi um pintor português.

## Biografia
Nasceu na cidade de Portalegre, em 5 de Novembro de 1947. Esteve na Escola António Arroio, onde fez o curso de pintura, e na Sociedade Nacional de Belas Artes, onde foi aluno do curso de design. O seu estágio foi feito em Milão, na Itália, e em Washington, nos Estados Unidos da América, tendo igualmente feito uma viagem de estudo à Índia.
Começou a expor em 1967, tendo participado em vários certames tanto em Portugal como no estrangeiro. Em território nacional, expôs no Palácio Nacional de Queluz em 1986, Viagens e Paisagens no IAM em 1986, Marca Madeira em 1987, na Bienal de Campo Maior, no Palácio dos Anjos em Queluz, no Forte de Nossa Senhora da Assunção da Vila do Conde em 2001 com a exposição Personagens, na Casa da Cultura em Marvão em 2008, na Cooperativa de Comunicação e Cultura de Torres Vedras em 2011 com a exposição Vestígios. Em Lisboa, as suas obras foram apresentadas no Show Parisete, na Galeria Eanes com a exposição Ansiobrinquedos, na Fundação Portugal Telecom em 2013 com a exposição Vestígios de Viagem, e por duas vezes na Galeria de São Mamede, em Lisboa, primeiro com a exposição Porquois Pas? em 2006, e depois com Cruzamentos, em 2010. As suas obras estiveram igualmente expostas em várias ocasiões e espaços culturais em Portalegre, incluindo no Museu Municipal de Portalegre, no Convento de São Bernardo, no Convento de São Francisco, e no Palácio Póvoas em Dezembro de 1999 e em 2002, neste último ano com a exposição, Alguidares, na Galeria de São Sebastião com Atávicos, e no Museu da Tapeçaria, onde apresentou Snap-Shots em 2002. Também expôs no estrangeiro, incluindo na cidade de Colónia, na Alemanha, na Beira, em Moçambique, no Rio de Janeiro em 1978, no Triangle Gallery em Bournemouth, no Reino Unido, numa exposição colectiva no Instituto Valenciano de Arte Moderna em 2013. Em 1967 ganhou o Prémio Nacional de Pintura, organizado pela Secretariado Nacional de Informação.
Foi membro do International Society of Interior Designers. Destaca-se também a sua participação na Feira Internacional de Lisboa em 1980 na área do design de equipamentos, e no evento Casa Decor em Cascais em 2006, onde apresentou um projecto sobre a aplicação do design no artesanato. Foi responsável pela elaboração de murais para unidades hoteleiras e outros edifícios, destacando-se o vitral que desenhou em 1998 para o Hotel Avenida Palace, em Lisboa, em conjunto com o célebre decorador Lucien Donnat. Também produziu cartões para tapeçarias, e fez várias ilustrações para livros infantis. Aquando do seu falecimento, estava a elaborar um livro Impressão de viagens à China, sobre a arte da caligrafia.
Morreu em 30 de Dezembro de 2014, aos 67 anos de idade, na sua residência na localidade de São Domingos de Carmões, no concelho de Torres Vedras. As cerimónias fúnebres tiveram lugar na Basílica da Estrela, em Lisboa.